# Saul Bellow
Pour les articles homonymes, voir Bellow.
Saul Bellow, né le 10 juillet 1915 à Lachine (Montréal), au Canada, et mort le 5 avril 2005 à Brookline (Massachusetts), aux États-Unis, est un écrivain canado-américain contemporain d'origine judéo-russe. Il reçut le prix international de littérature en 1965 et le prix Nobel de littérature en 1976.

## Biographie
Né à Lachine (Québec) en 1915, fils d'immigrés juifs-russes, élevé à l'école de la rue mais universitaire de carrière (notamment à Chicago), Saul Bellow a obtenu trois fois le National Book Award, pour Les Aventures d'Augie March (1953), Herzog (1964) et La Planète de M. Sammler (1969). Consacré « meilleur écrivain américain de sa génération », devant Norman Mailer, le Nobel le glorifie en 1976. Cet artiste qui mêle l'argot à la métaphysique juive, cinq fois divorcé, vivait entre le Vermont et Boston, remarié à une ex-étudiante de trente ans sa cadette, lorsqu'il décède en 2005.
Ses parents émigrent de Russie au Canada en 1913. Bellow est élevé jusqu'à l'âge de neuf ans dans un quartier pauvre de Montréal, habité, entre autres, par des Canadiens français, des Russes, des Polonais, des Ukrainiens, des Grecs et des Italiens. Après la mort de son père (qui faisait le bootlegger) la famille s'en alla en 1924 à Chicago. Bien que Bellow ne soit pas considéré comme un écrivain à l'écriture autobiographique, ses racines canadiennes jouent un rôle dans son premier roman, The Dangling Man (1944), de même que son héritage juif et ses nombreux divorces forgent un certain nombre de personnages de ses romans. Le décès de sa mère alors qu'il avait 17 ans fut pour lui un choc émotionnel très profond. En 1933 Bellow entre à l'université de Chicago, puis va à Northwestern University, où il étudie l'anthropologie et la sociologie, il est diplômé en 1937. À titre de conseil amical, le directeur du département d'anglais de la faculté lui indiqua qu'il valait mieux pour lui d'oublier tous ses projets d'études du langage : « No Jew could really grasp the tradition of English literature. » (« Aucun Juif ne pourrait véritablement saisir la tradition de la littérature anglaise »).
Pendant les vacances de Noël, Bellow tomba amoureux, se maria et abandonna ses études doctorales à l'Université du Wisconsin pour devenir un écrivain. Cependant, Bellow mit plusieurs années pour publier son premier livre. Il enseigna au Pestalozzi-Froebel Teachers' College de Chicago, de 1938 à 1942 et travailla alors au département éditorial de l'Encyclopædia Britannica de 1943 à 1944. En 1944-45 il servit dans la Marine marchande américaine. Après la guerre, Bellow retourna à l'enseignement, servant dans des postes variés dans les universités de Minnesota, New York, Princeton et Porto Rico. Bellow a eu trois fils du premier de ses quatre mariages. En 1989 il s'est marié avec Janis Freedman. De ce dernier mariage, une fille est née en 1999.
En 1984, sa ville natale de Lachine, change l'appellation de sa bibliothèque municipale afin de la nommer en son honneur : Bibliothèque municipale Saul-Bellow.
Saul Bellow est mort le 5 avril 2005, à l'âge de 89 ans,.

## Ouvrages
Alors qu'il se trouve dans la marine marchande, Bellow écrit The Dangling Man, qui décrit les tensions intellectuelles et spirituelles d'un jeune homme qui va être enrôlé. Le roman est quelque peu fondé sur l'ouvrage de Dostoïevski : les Carnets du sous-sol (1864). Cet ouvrage fut suivi par The Victim (1947), une histoire paranoïaque nourrie aux scènes réalistes de la vie à New York. Cependant, c'est Chicago qui devint la ville la plus présente dans les ouvrages de Bellow.
« The people of Chicago are very proud of their wickedness. This is good old vulgar politics, despite the pretensions. » (« Les habitants de Chicago sont très fiers de leur méchanceté. Il s'agit de la bonne vieille politique vulgaire, malgré leurs prétentions »).
Dans les Adventures of Augie March (1953), Bellow change de registre et abandonne certaines formes qu'il avait suivies dans ses deux premiers romans. Il commença à écrire son livre à Paris, où il séjourne grâce à une bourse de la Fondation Guggenheim, et continua dans diverses autres villes, mais « not a single word of the book was composed in Chicago », dira-t-il plus tard (« pas un seul mot du livre n'a été composé à Chicago »).
Ce roman picaresque narre les expériences un peu incohérentes de son héros dans sa quête de la compréhension de soi. Augie March, le protagoniste, est né dans une famille juive émigrée à Chicago, avant la Dépression. Sa mère est pauvre et presque aveugle. George, son frère plus jeune, est un retardé mental et son frère aîné, Simon, veut devenir riche le plus vite possible. Chacun d'eux est drafted untimely into hardships (forcé prématurément à affronter des difficultés). La vie d'Augie est faite de petits boulots instables et d'aventures. Ses employeurs sont aussi bien l'agent immobilier Einhorn que Mrs. Renling, propriétaire d'un magasin chic pour hommes, ainsi que d'autres personnages hauts en couleur, énergiques, obsédés par le sexe, ou faisant de l'argent ou les deux. Augie aime les femmes et observe de près chaque parcelle de leur anatomie. Dans sa quête mystique pour découvrir la leçon et la théorie du pouvoir, Augie ne trouve partout que mensonges et se demande pourquoi il tombe tout le temps sur des « théoriciens ». Le roman est un hymne à la vie urbaine, qui sait éviter la sentimentalité et se termine par le grand rire plein de vitalité d'Augie.
Au début de sa carrière, Bellow a été influencé par le trotskisme et un groupe d'intellectuels autour de la Partisan Review. Il rejette le modèle du « dur à cuire » (« tough guy ») cher à Ernest Hemingway et à la fiction américaine et s'engage bientôt dans des horizons culturels et des traditions différents - Nietzsche, les conflits œdipiens, la culture populaire, l'héritage des juifs russes. Dès les premiers livres Bellow a examiné la relation auteur-personnage-narrateur. Aussi, parce que Bellow a toujours écrit à la première personne, on a souvent fait l'erreur de croire que cette narration représentait ses pensées propres.
« No writer can take it for granted that the views of his characters will not be attributed to him personally », a-t-il dit. « It is generally assumed, moreover, that all the events and ideas of a novel are based on the life experiences and the opinions of the novelist himself. » (« Aucun écrivain ne peut tenir pour acquis que les idées de ses personnages ne lui seront pas attribuées personnellement. De plus, on présume généralement que toutes les péripéties et idées contenues dans un roman se fondent sur l'expérience personnelle et les opinions propres du romancier.»)
Dans la pièce The Last Analysis (1965) Bellow a attaqué le freudisme naïf, dans The Dean's December, More Die Of Heartbreak, et A Theft il approfondit son exploration des travaux de Carl Jung, pendant que Seize The Day utilise des motifs issus de l'anthropologie sociale. Avec les Adventures of Augie March Bellow change de style et rend hommage à Mark Twain. Herzog (1964), le roman central du Bellow des années 60, se focalise sur un intellectuel juif d'âge moyen, Moses E. Herzog, dont la vie est devenue comme une nature morte. Il est au bord du suicide et rédige de longues lettres à un peu tout le monde, à Nietzsche, à Heidegger, à son ex-femme Madeleine, à Adlai Stevenson et à Dieu. Comme Augie March, Moses Herzog est introverti et un peu dérangé, mais il trouve finalement aussi qu'il a de multiples raisons d'être content de sa vie. Après avoir déversé toutes les pensées d'Herzog dans ces lettres, Bellow note à la fin du livre : « At this time he had no messages for anyone. Nothing. Not a single word. » (« À ce moment il n'avait aucun message pour qui que ce soit. Rien. Pas un seul mot. »)
« Bellow, too, is convinced that to have a conscience is, after a certain age, to live permanently in an epistemological hell. The reason his and Dostoevsky's heroes are incapable of ever arriving at any closure is that they love their own suffering above everything else. They refuse to exchange their inner torment for the peace of mind that comes with bourgeois propriety or some kind of religious belief. In fact, they see their suffering as perhaps the last outpost of the heroic in our day and age. » (« Bellow, lui-aussi est convaincu que posséder une conscience revient, passé un certain âge, à vivre dans un enfer épistémologique. La raison pour laquelle ses personnages, comme ceux de Dostoïevski, sont incapables d'atteindre la moindre finalité est parce qu'ils aiment leur propre souffrance plus que toute autre chose. Ils refusent de troquer leur tourment intérieur pour la paix d'esprit qui viendrait de la bienséance bourgeoise ou d'une quelconque croyance religieuse. En fait, ils perçoivent leur souffrance comme le dernier avant-poste de l'héroïsme dans le monde actuel.»
De 1960 à 1962 Bellow a été coéditeur du magazine littéraire The Noble Savage et en 1962 il devient professeur au Committee of Social Thought à l'Université de Chicago (où enseigne Allan Bloom et plus tard l'historien français François Furet). En 1975, Bellow visite Israël et enregistre ses impressions dans son premier livre non-fictionnel, To Jerusalem And Back (1975). Le désenchantement de Bellow relatif à l'establishment de gauche se reflète dans son roman Mr Sammler's Planet (1970), où Arthur Sammler, un vieux juif polonais, survivant de la Shoah, regarde de son unique œil intact le monde des pick-pockets noirs, des étudiants révolutionnaires et de la jeune génération mal élevée. Humboldt's Gift (1975), qui lui vaut le Prix Pulitzer, est écrit à la première personne. Le protagoniste, Charlie Citrine, est un écrivain à succès. Mais dans son for intérieur il sait qu'il y a une faille – il est sous la coupe d'un gangster de Chicago, ruiné par un divorce et finalement abandonné par sa maîtresse. Il admire son ami décédé, Von Humboldt Fleischer, dont le modèle est le poète Delmore Schwartz (1913-1966). Humboldt, au talent gâché, représente pour lui tout ce que la culture peut représenter d'important. Citrine continue la série des « ratés » de Bellow, d'Herzog à Sammler, mais comme ses autres romans, il n'a pas cet aspect glauque et possède un côté comique y compris dans la tragédie que vit le personnage principal.
« Odd that mankind's benefactors should be amusing people. In America at least this is often the case. Anyone who wants to govern the country has to entertain it. » (« Il est étrange que les bienfaiteurs de l'humanité soient tous des gens amusants. En Amérique au moins, c'est souvent le cas. Quiconque veut gouverner le pays doit aussi le divertir. »)
Bellow a aussi publié des nouvelles et des pièces de théâtre. Son ton conservateur des années 1970 et du début des années 1980 change avec la collection de nouvelles Him With His Foot In His Mouth (1984), qui prend un tour plus détendu. The Bellarosa Connection (1989) part d'une anecdote que Bellow a entendue lors d'un dîner.
Bellow n'a pas perdu sa capacité à faire naître des controverses, comme en témoigne son treizième roman (Ravelstein, 2000). Il y trace le portrait d'Abe Ravelstein, un professeur d'université homosexuel qui finit par mourir des maladies provoquées par le Sida. Le personnage de Ravelstein est construit sur la figure d'Allan Bloom, collègue et ami de Bellow à l'Université de Chicago et auteur de The Closing of the American Mind (L'Âme désarmée, 1987), décédé en 1992,. La cause officielle de la mort de Bloom fut un dysfonctionnement du foie. Bellow avait promis à Bloom d'écrire un livre sur lui. Les inclinations sexuelles de Ravelstein ne sont pas l'essentiel du livre de Bellow, mais les critiques se focalisèrent en partie sur celles-ci.
« This is a problem that writers of fiction always have to face in this country. People are literal minded, and they say, 'Is it true? If it is true, is it factually accurate? If it isn't factually accurate, why isn't it factually accurate?' Then you tie yourself into knots, because writing a novel in some ways resembles writing a biography, but it really isn't. It is full of invention. » (« C'est un problème auxquels les écrivains de fiction doivent faire face dans notre pays. Les gens sont trop prosaïques et demandent: "Est-ce vrai ? Et si c'est vrai, est-ce que ça correspond aux faits ? Et si ça ne correspond pas aux faits, pourquoi pas ?" Alors, vous êtes pris au piège, parce qu'écrire un roman est presque comme écrire une biographie, mais pas tout à fait. Un roman est plein d'invention. »
Sur le tard, certains propos de Bellow à l'égard des Noirs donnèrent lieu à des débats. Dans un entretien au New Yorker (7 mars 1988), il demande : « Qui est le Tolstoï des Zoulous ? » : cette fois-ci, derrière le commentaire, ce n'est plus un personnage de fiction qui parle, mais bien l'écrivain lui-même, qui se justifie en déclarant que « les discussions ouvertes sur de nombreuses questions publiques importantes sont devenues depuis quelque temps des tabous. »

## Œuvre
- Dangling Man, 1944
traduit par Michel Déon: L'homme de Buridan (Plon, 1954); Un homme en suspens (Plon, 1981)
- The Victim, 1947
trad. Jean Rosenthal : La Victime (Gallimard, 1964, 1977)
- The Victim, 1952 (version théâtrale)
- The Adventures of Augie March, 1953
National Book Award
trad. J. Rosenthal: Les Aventures d'Augie March (Plon, coll. Feux croisés, 1959)
- Seize the Day, 1956 (nouvelles)
trad. Danielle Planel : Au jour le jour (Gallimard, 1962, 1983)
- Henderson the Rain King, 1959
trad. J. Rosenthal : Le Faiseur de pluie (Gallimard, 1961, 1984)
- Herzog, 1964 
Prix international de littérature
National Book Award
trad. J. Rosenthal: Herzog (Gallimard, 1966, 1975, 1986)
- The Last Analysis, 1965 (théâtre; signifie : La Dernière Analyse)
- Under the Weather, 1966 (théâtre; signifie : Sous le temps; il contient : Orange Souffle – Out from Under - A Wen)
- Mosby's Memoirs, and Other Stories, 1968 (nouvelles)
trad. J. Rosenthal : Mémoires de Mosby et autres nouvelles (Gallimard, 1984)
- Mr. Sammler's Planet, 1970 
National Book Award
trad. Henri Robillot: La planète de M. Sammler (Gallimard, 1972)
- Humboldt's Gift, 1975 
Prix Pulitzer de la fiction
trad. Anne Rabinovitch et Henri Robillot, Le don de Humboldt (Flammarion, 1978) (Livre de Poche, 1994)
- To Jerusalem and Back: A Personal Account, 1976 (voyage)
trad. Henri Robillot et Anne Rabinovitch: Retour de Jérusalem : Une enquête (Flammarion, 1977, 1992)
- Les manuscrits de Gonzaga ; suivi de Discours du prix Nobel
trad. David Guinsbourg (Flammarion, 1981, 1992)
- The Dean's December, 1982
trad. D. Guinsbourg: L'hiver du doyen (Librairie générale française, 1982) (Livre de Poche, 1994)
- Him With His Foot in His Mouth and Other Stories, 1984 (nouvelles)
trad.: Le Gaffeur (Librairie Générale Française, 1992)
- Introduction, in Allan Bloom, L'âme désarmée, 1987
- More Die of Heartbreak, 1987
trad.: Le cœur à bout de souffle (Julliard, 1989 - Laffont, 2018)
- A Theft, 1989 (nouvelle)
trad. Claire Malroux : Un larcin (Julliard, 1991) (10/18, 1995)
- The Bellarosa Connection, 1989 (roman)
trad. : La Bellarosa Connection (Julliard, 1991, rééd.R. Laffont, 2012 )
- Something to Remember Me By, 1991 (récit)
trad. Pierre Grandjouan: En souvenir de moi (Plon, 1995)
- La journée s'est-elle bien passée ? (nouvelles)
Flammarion, 1992
- It All Adds Up. From the Dim Past to the Uncertain Future, 1994
trad.: Tout compte fait. Du Passé indistinct à l'avenir incertain (Plon, 1995)
- The Actual, 1997 (roman)
trad. Rémy Lambrechts : Une affinité véritable (Gallimard, 1998)
- Ravelstein, 2000
trad. Rémy Lambrechts: Ravelstein (Gallimard, 2004)[10],[15]
- Collected Stories, 2001
- Avant de s'en aller, Saul Bellow, une conversation avec Norman Manea, traduit de l'anglais et du roumain par Marie-France Courriol et Florica Courriol, La Baconnière, 2021